# PELI2
El homólogo 2 de proteína pellino es una proteína que en humanos está codificada por el gen PELI2. La E3 ubiquitina ligasa cataliza la unión covalente de restos de ubiquitina en proteínas sustrato. También esta involucrado en las vías de señalización de TLR e IL-1 a través de la interacción con el complejo que contiene quinasas IRAK y TRAF6. Media la poliubiquitinación unida a IRAK1 'Lys-63' inducida por IL1B y posiblemente la ubiquitinación unida a 'Lys-48'. Puede tener un rol en la activación de NF-kappa-B dependiente de MAP3K7, pero no dependiente de MAP3K3, inducida por LPS e IL1B. Puede activar la vía de la quinasa MAP (proteína activada por mitógenos) que conduce a la activación de ELK1.